# Iulian Andrei Domșa
Iulian Andrei Domșa (n. 20 martie 1887, Racâș – d. 1978, București) a fost un deputat în Marea Adunare Națională de la Alba Iulia, organismul legislativ reprezentativ al „tuturor românilor din Transilvania, Banat și Țara Ungurească”, cel care a adoptat hotărârea privind Unirea Transilvaniei cu România, la 1 decembrie 1918.

## Biografie
În noiembrie-decembrie 1918 a fost comandantul gărzilor naționale române din comitatul Sălaj și a participat la Alba Iulia, ca delegat al gărzilor din Sălaj. După Marea Unire a fost primul primar român al orașului Zalău.
A fost apoi pretor al plasei Zalău și mai târziu prefect al județului Sălaj. A fost ales totodată, senator al României Mari. Era un recunoscut om de cultură și știință, fiind colaborator extern la Editura Academiei R.S.R. Medicale și Științifice, în calitate de traducător-corector.